# Tarczka opachowa

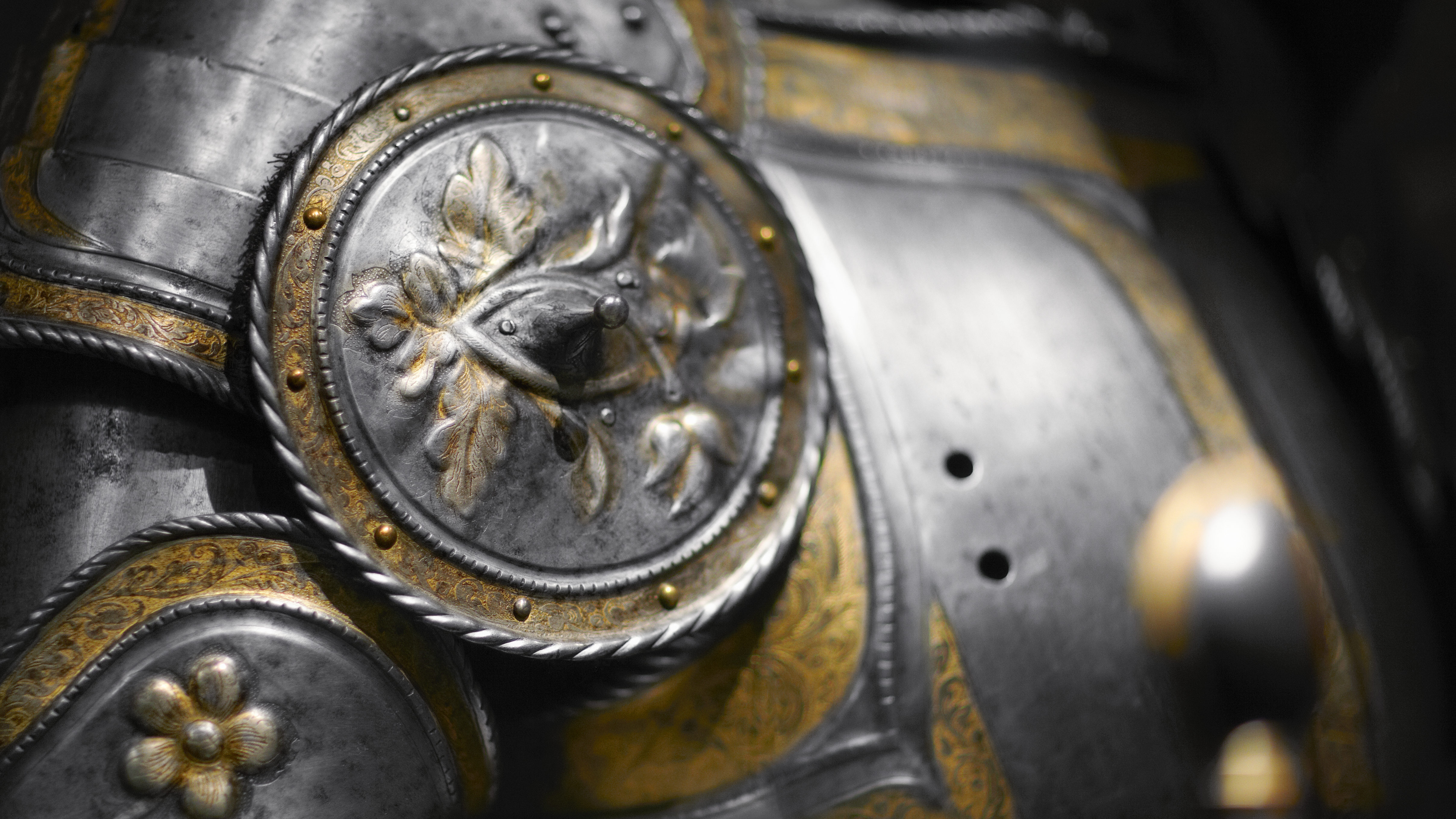
Tarczka opachowa

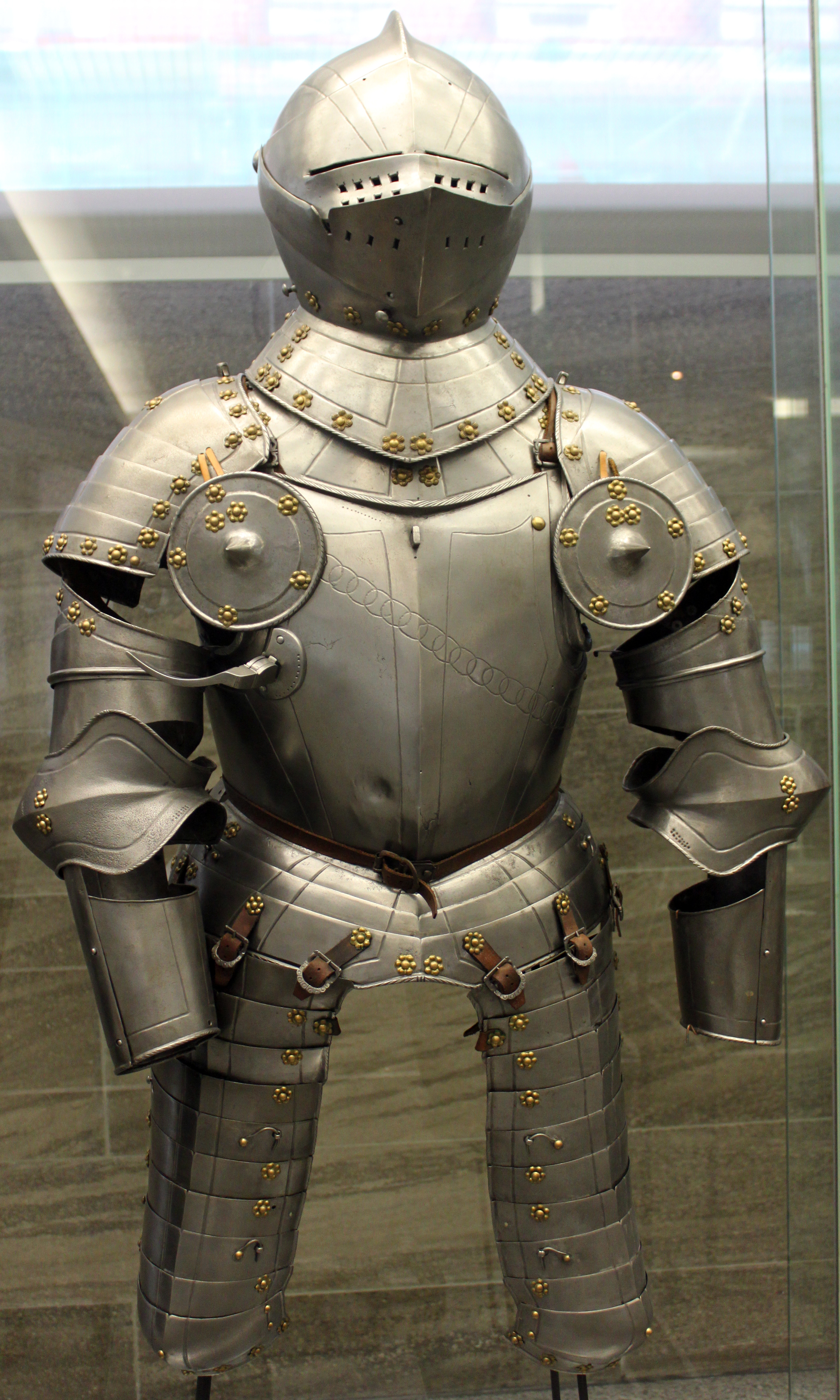
Zbroja z XVI w. z wyraźnie widocznymi tarczkami opachowymi

Tarczka opachowa – część zbroi, w postaci małej tarczki osłaniającej pachę.
Wraz z wzmacnianiem ochrony ręki przez mocowanie płytek na wierzchu kolczego rękawa, co doprowadziło od powstania rynnowatych opach i zarękawi, pojawiły się też niewielkie tarczki osłaniające wrażliwy region pachy. Po powstaniu pełnej zbroi płytowej w XV w. tarczki wciąż chroniły obszar między płytami napierśnika a naramiennika i opachy. Specjalne zbroje turniejowe z XV w. i późniejsze miały czasem tarczki różnej wielkości, dostosowane do typu walki turniejowej. Od połowy XV w. wielu płatnerzy, w szczególności włoskich, rezygnowało z tarczek, rozbudowując w ich miejsce naramienniki.